# Johannes Pinter
Stig Rune Johannes Runeborg Pinter, född 3 mars 1965 i Vårdinge i Södermanland, är en svensk författare, manusförfattare och filmregissör.
Johannes Pinter är son till författaren Björn Runeborg och Mabel Runeborg. Han gifte sig 2004 med Anna Pinter (född 1965), och bär sedan dess efternamnet Pinter.